# Aspang-Markt
Aspang-Markt é um município da Áustria localizado no distrito de Neunkirchen, no estado de Baixa Áustria.